# رنگ‌های ملی آلمان

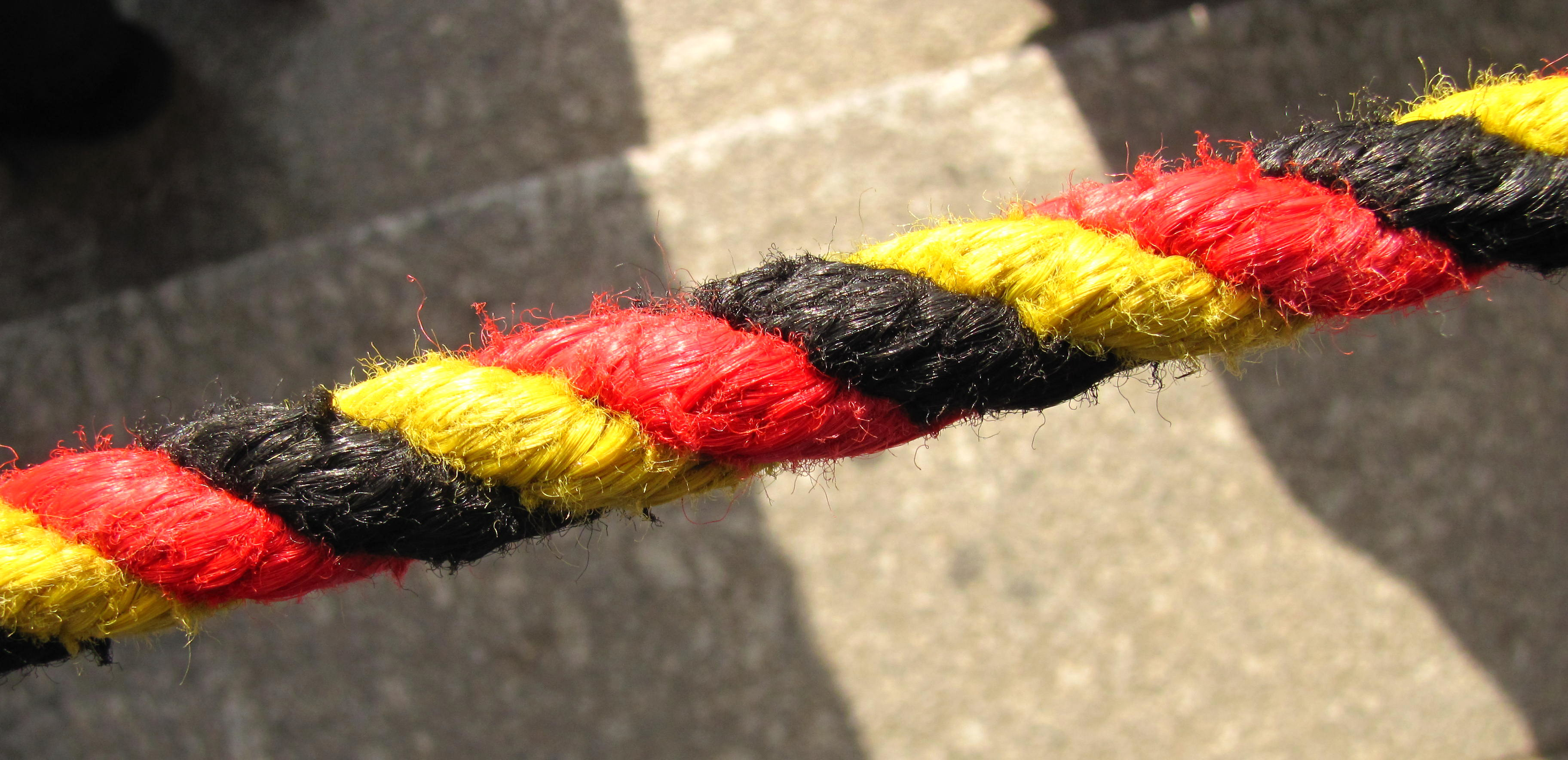
طناب حائل به رنگ سیاه، سرخ و طلایی در پارلمان بوندستاگ آلمان

رنگ‌های ملی آلمان (انگلیسی: National colours of Germany) به صورت رسمی سیاه، سرخ و طلایی هستند که با اقتباس از پرچم آلمان غربی در قالب پرچم سه‌رنگ سال ۱۹۴۹، تعیین گردید. وقتی آلمان در سال ۱۹۴۹، به دو کشور آلمان غربی و آلمان شرقی تقسیم شد، هر دو کشور سه رنگ سیاه، سرخ و طلایی را بر پرچم‌های کشور خود حفظ کردند. پس از اتحاد دوباره آلمان در سال ۱۹۹۰، هر دو کشور پرچم آلمان غربی را به عنوان آلمان یکپارچه انتخاب کردند، بنابراین رنگ‌های سیاه، سرخ و طلایی به عنوان رنگ‌های آلمان باقی ماند.